# Rhythmic (чарт)
Rhythmic chart (також званий Rhythmic Airplay, і раніше називався Rhythmic Songs, Rhythmic Top 40 і CHR/Rhythmic) — чарт радіо, який щотижня публікує журнал Billboard. Чарт відстежує та вимірює кількість пісень, які звучать на ритмічних радіостанціях США, чий список відтворення включає в основному R&B/хіп-хоп, ритмічний поп і деякі танцювальні треки.

## Історія
Billboard вперше опублікував подібний кросовер-чарт під назвою Hot Crossover 30 15 лютого 1987 року. У грудні Billboard припинив його публікацію через розвиток радіостанцій формату top 40 і R&B, чий плей-лист був ідентичний станціям, які грали кросовер. У жовтні 1992 року чарт відновився за назвою Top 40 Rhythm/Crossover. 25 червня 1997 року він був перейменований в Rhythmic Top 40. Його було змінено на Rhythmic Airplay у випуску від 7 лютого 2004 року та скорочено до Rhythmic 12 липня 2008 року.
Rhythmic є компонентом Billboard Hot 100 і включає дані, що відбираються на основі даних про ротацію на 77 радіостанціях.

## Досягнення

### Найбільше тижнів під номером один
15 тижнів
- «No Scrubs» — TLC (1999)

14 тижнів
- «Twisted» — Keith Sweat (1996)

13 тижнів
- «Freak Me» — SilK (1993)
- «You Make Me Wanna...» — Ашер (1997-1998)

12 тижнів
- «I'll Make Love to You» — Boyz II Men (1994)
- «Fantasy» — Мерая Кері (1995)
- «Lollipop» — Lil Wayne за участю Static Major (2008)

11 тижнів
- «Shoop» — Salt-n-Pepa (1993-1994)
- «Dilemma» — Nelly за участю Келлі Роуленд (2002)

### Виконавці з найбільшою кількістю синглів номер один
| Кількість | Виконавець  | Джерело |
| --------- | ----------- | ------- |
| 39        | Дрейк       | [ 1 ]   |
| 17        | Ріанна      | [ 2 ]   |
| 13        | Ашер        | [ 3 ]   |
| 13        | Бруно Марс  | [ 4 ]   |
| 13        | Кріс Браун  | [ 5 ]   |
| 12        | Lil Wayne   | [ 6 ]   |
| 12        | The Weeknd  | [ 7 ]   |
| 12        | Бейонсе     | [ 8 ]   |
| 12        | Нікі Мінаж  | [ 9 ]   |
| 11        | Doja Cat    | [ 10 ]  |
| 10        | Post Malone | [ 11 ]  |

### Виконавці з найбільшою кількістю попадань до чарту
| Кількість | Виконавець | Джерело |
| --------- | ---------- | ------- |
| 124       | Дрейк      | [ 1 ]   |
| 119       | Кріс Браун | [ 12 ]  |
| 103       | Lil Wayne  | [ 13 ]  |
| 96        | Нікі Мінаж | [ 14 ]  |
| 60        | Каньє Вест | [ 15 ]  |
| 59        | Jay-Z      | [ 16 ]  |
| 55        | Ріанна     | [ 17 ]  |
| 54        | Snoop Dogg | [ 18 ]  |
| 54        | Pitbull    | [ 19 ]  |
| 51        | Ludacris   | [ 20 ]  |
| 51        | Ашер       | [ 21 ]  |